# Rutger Lindahl
Lars-Göran Rutger Lindahl, född 29 maj 1944 i Karlskoga, är en svensk statsvetare och professor emeritus i statsvetenskap vid Göteborgs universitet. Han har varit direktör för Utrikespolitiska institutet i Stockholm och föreståndare samt medgrundare av Centrum för Europaforskning vid Göteborgs universitet.

## Utbildning och akademisk karriär
Rutger Lindahl avlade studentexamen vid Västerviks högre allmänna läroverk 1963 och genomförde därefter militärtjänst inom Kustartilleriet. Han studerade vid Göteborgs universitet och blev fil.mag. 1967. Efter att ha genomgått Lärarhögskolan i Göteborg anställdes han som amanuens vid statsvetenskapliga institutionen vid Göteborgs universitet.
Lindahl disputerade 1978 med avhandlingen Broadcasting Across Borders, som analyserade propagandistiska inslag i internationella radiosändningar. Han utnämndes till docent i statsvetenskap 1985 och var mellan 1988 och 1992 tillförordnad professor och prefekt vid statsvetenskapliga institutionen. År 1995 blev han föreståndare för det nybildade Centrum för Europaforskning vid Göteborgs universitet och utnämndes året därpå till professor i statsvetenskap med inriktning mot europeisk integrationspolitik. Han erhöll samtidigt titeln Jean Monnet-professor, och Göteborgs universitet utsågs till ett Jean Monnet Centre of Excellence av Europeiska kommissionen.
Lindahl var en av initiativtagarna till utbildningsprogrammet i Europakunskap vid Göteborgs universitet, som idag erbjuder utbildning på kandidat-, magister- och master-nivå.

## Forskningsinriktning
Lindahls forskning har främst fokuserat på internationell och komparativ politik, med särskilt intresse för europeisk integration, utrikes- och säkerhetspolitik samt EU:s förhandlingsprocesser. Han har publicerat sina resultat i böcker, internationella tidskrifter och rapporter, bland annat för Svenska institutet för Europapolitiska studier (SIEPS).

## Uppdrag och engagemang
Lindahl har medverkat i flera offentliga utredningar, däribland den svenska EMU-utredningen (SOU 1996:158) och EU-96-kommittén. Han har varit ordförande i Nordiska kommittén för internationell politik samt redaktör för den internationella tidskriften Scandinavian Political Studies.
År 1994 valdes Lindahl in som ledamot av Kungliga Krigsvetenskapsakademien. Han har även varit styrelseledamot i Östersjöstiftelsen och Svenska institutet för europapolitiska studier samt haft flera uppdrag inom Riksbankens Jubileumsfond.
Mellan 2012 och 2019 var han ledamot av styrelsen för Utrikespolitiska institutet och har sedan 2012 varit inspektor för kursverksamheten vid Göteborgs universitet.

## Utmärkelser och erkännanden
Lindahl har anlitats som sakkunnig av både svenska och internationella universitet samt offentliga institutioner. Han är även en ofta anlitad kommentator i svenska och internationella medier

## Publikationer i urval
- Europas förenta stater. Studentlitteratur, Lund, 1976.
- TV:s utlandsrapportering. (Med J. Westerståhl), DsU 1976:13, Stockholm, 1976.
- Broadcasting Across Borders. CWK Gleerup, Lund, 1978.
- Utländska politiska system (red.), Bokförlaget Dialog, Lund, 1980.
- ”Analyses of International Propaganda Broadcasts”. Communication Research, Vol 10, No 3,1983,pp 375-402.
- ”Oberster Hüter der Verfassung”. Statsvetenskaplig Tidskrift, Årgång 88,Nr 3,1985, s. 251-269.
- EG 1992 och de finansiella marknaderna. (Med J.Lybeck), SNS Förlag, Stockholm, 1991.
- Det Europeiska Politiska Samarbetet – EPS. (Med L-G.Larsson), SNS Förlag, Stockholm, 1991.
- Sweden: Re-evaluating security in a changing european setting. (Med G. Herolf) Stiftung Wissenschaft und Politik, IP 2817, Ebenhausen, 1993.
- Europaparlamentet. EG:s demokratiska ansikte. (Med C.Andersson), SNS Förlag, Stockholm,1994.
- ”Towards An Ever Closer Relation Swedish Foreign and Security Policy and the European Integration” in R.Lindahl and G.Sjöstedt (ed) New Thinking in International Relations: Swedish Perspectives, Swedish Institute of International Affairs, Stockholm, 1995,pp 163-182.
- EMU. A Swedish Perspective. (With L.Calmfors,H.Flam,N.Gottfries,J.Haaland Matlary,M.Jerneck,C.Nord Berntsson,E.Rabinowicz and A.Vredin) Kluwer Academic Publishers, Boston/Dordrecht/London, 1997.
- ”Utvidgningen av Europeiska Unionen en process i motvind?” Nordisk Administrativ Tidskrift,årgång 81,nr 4, 2000, s.323-336.
- ”A Challenging Neighbour. Swedish Views on Germany´s European Policy” in M.Jopp, H.Schneider and U.Schmalz (Ed) Germany´s European Policy: Perceptions in Key Partner Countries. Europa Union Verlag, Bonn, 2002, pp 159-177.
- Whither Europe? Borders, Boundaries, Frontiers in a Changing World. (Ed). CERGU, University of Gothenburg, 2003.
- Så styrs Tyskland 2004. SNS Förlag, Stockholm, 2004.
- Non-Alignment and European Security Policy: Ambiguity at work. (With H.Ojanen and G.Herolf). Finish Institute of International Affairs, Helsinki and Institut für Europäische Politik, Bonn, 2000.
- ”Sweden. The Twin Faces of an Euro-Outsider”. (With D. Naurin). Journal of European Integration, Vol 27,No 1,2005 pp 3-24.
- ”East-North-South,. Coalition Building in the Council before and after Enlargement”. (With D.Naurin), in D.Naurin and H.Wallace (Ed) Unweiling the Council of the European Union. Palgrave Macmillan,Houndsmills,Basingstoke, 2008,pp 64-80.
- Utländska Politiska system. (Red) (13e upplagan). SNS Förlag, Stockholm, 2009.
- ”Out in the Cold? Flexible integration and the political status of Euro opt-outs”. (With D.Naurin), European Union Politics, Vol 11, No 4, 2010, pp 485-510.
- ”Västsvensk demokrati i tid och rum.” (Med L.Berg). Göteborgs universitet, SOM-rapport nr 51,2011, s. 21-41.
- ”Ekonomiska bedömningar och EU-attityder”, (Med L. Berg)  L.Berg, I.Ivarson, R.Lindahl och P.Ström (Red.) Gränsöverskridande.  CERGU, Göteborgs universitet, 2016, s. 155-164.
- ”Värderingsförändringar och solidaritet – det robusta EU”. (Med M.Jerneck)  Ideologisk sprängkraft inom EU – ett säkerhetspolitiskt hot? (Red B.Körlof), Kungliga Krigsvetenskapsakademien, Stockholm, 2021, s 123-151.
- Cooperation in the Council of the EU: Explaining network relations among member states. (with M.Johansson,O.Larsson and D.Naurin). Sieps 2023:15epa, Stockholm, 2023.

## Externa Länkar
- Rutger Lindahl i Libris (bibliotekskatalog)
- Rutger Lindahl på Göteborgs universitets webbplats
- Rutger Lindahl på Folkuniversitetets webbplats